# Э
Э, э (obrácené e, rusky э оборотное) je 32. písmeno běloruské azbuky a 31. písmeno ruské azbuky. Je obsaženo v azbukách i neslovanských jazyků. Jeho výslovnost odpovídá výslovnosti hlásky e v češtině. Na rozdíl od písmena Е neovlivňuje výslovnost předcházející hlásky (Е v ruštině a běloruštině ovlivňuje výslovnost předcházející hlásky podobně jako písmeno ě v češtině). V Ruštině to na rozdíl od Běloruštiny však samo poznat nejde, jelikož v Ruštině se vyskytuje normálně pouze na začátku slov nebo po samohlásce (např. экстракт [extrakt], аэрофлот [aeroflot]). V ukrajinštině existuje podobné písmeno Є.
V arménském písmu písmenu Э odpovídá písmeno Է (է), v gruzínském písmu písmeno ე.
V hlaholici písmenu Э odpovídá písmeno Ⰵ.